# Cachoeira Paulista
22°39′54″N 45°00′34″T / 22,665°N 45,00944°T
Cachoeira Paulista là một đô thị ở bang São Paulo của Brasil. Dân số đô thị này năm 2003 là 29.254 người. Đô thị Cachoeira Paulista nằm ở độ cao 521 m trên mực nước biển.
Các đô thị giáp ranh: Cruzeiro, Silveiras, Lorena, Canas, giữa Cachoeira và Lorena, và Piquete.